# Walther Grosse (Jurist)
Walther Grosse (* 27. März 1880 in Schauen; † 27. September 1943 in Wernigerode) war ein deutscher Jurist und Regionalhistoriker.

## Leben
Nach seinem Studium an der Universität Göttingen war Grosse zuerst als Referendar in Halberstadt und danach als Assessor in Quedlinburg tätig, bevor er 1915 Amtsrichter in der Kreisstadt Wernigerode wurde. Hier lernte er den Archivar und Historiker Eduard Jacobs kennen, durch den er eine enge Beziehung zum Harzverein für Geschichte und Altertumskunde erhielt, die fortan sein weiteres Leben bestimmte. Grosse wurde 1. Vorsitzender dieses Vereins. Dieses Amt erfüllte er bis zum Ende seines Lebens. Gleichzeitig war er Mitglied der historischen Kommission und der Denkmälerkommission der preußischen Provinz Sachsen. Als Jurist gehörte er dem Nationalsozialistischen Rechtswahrerbund an.
Ende 1941 wurde Grosse operativ das rechte Auge entfernt, da sich an dessen innerer Augenwand ein Tumor gebildet hatte. Seine Untersuchung zum Kloster Wendhausen aus dem Jahr 1940 markiert bis heute den Stand der Forschung.

## Werke (Auswahl)
- Der Brocken – Abhandlungen über Geschichte und Natur des Berges, mit Rudolf Schade (Herausgeber) und Adolf Rettelbusch (Illustrationen), Vlg. E.Appelhans & Co., Braunschweig 1926
- Heinrich Gustav Brecht, in: Mitteldeutsche Lebensbilder, 1. Band Lebensbilder des 19. Jahrhunderts, Magdeburg 1926, S. 308–322
- Die Freie Reichsherrschaft Schauen, 1928
- Geschichte der Stadt und Grafschaft Wernigerode in ihren Forst-, Flur- und Straßennamen, Wernigerode 1929
- Die Geschichte des Harzes im Spiegel der Sage, Wernigerode [1929]
- Was die Wernigeröder Straßennamen erzählen, Wernigerode [um 1935]
- Das Kloster Wendhausen, sein Stiftergeschlecht und seine Klausnerin. In: Sachsen und Anhalt 16 (1940), S. 45–76.
- (mit Hermann Goern, Hermann Wäscher) Die Lauenburg im Ostharz (= Forschungen zur Denkmalpflege in der Provinz Sachsen), Querfurt 1940

## Würdigung
1990 wurde in seiner Heimatstadt Wernigerode eine Straße im Stadtfeld nach ihm benannt. Ferner trägt die Bibliothek des Harzvereins für Geschichte und Altertumskunde in der Harzbücherei Wernigerode mit rund 2000 Büchern den Namen Walther-Grosse-Bibliothek.